# Bien de Interés Cultural
Bien de Interés Cultural (tạm dịch là Di sản văn hóa Tây Ban Nha được quan tâm) là một danh mục đăng ký di sản Tây Ban Nha. Danh mục này có từ năm 1985 khi nó thay thế danh mục trước đó Các di tích quốc gia của Tây Ban Nha để mở rộng việc bảo vệ tới phạm vi lớn hơn của tài sản văn hóa. Monumentos (các di tích) được định nghĩa là một trong các danh mục con của danh mục Bien de Interés Cultural.

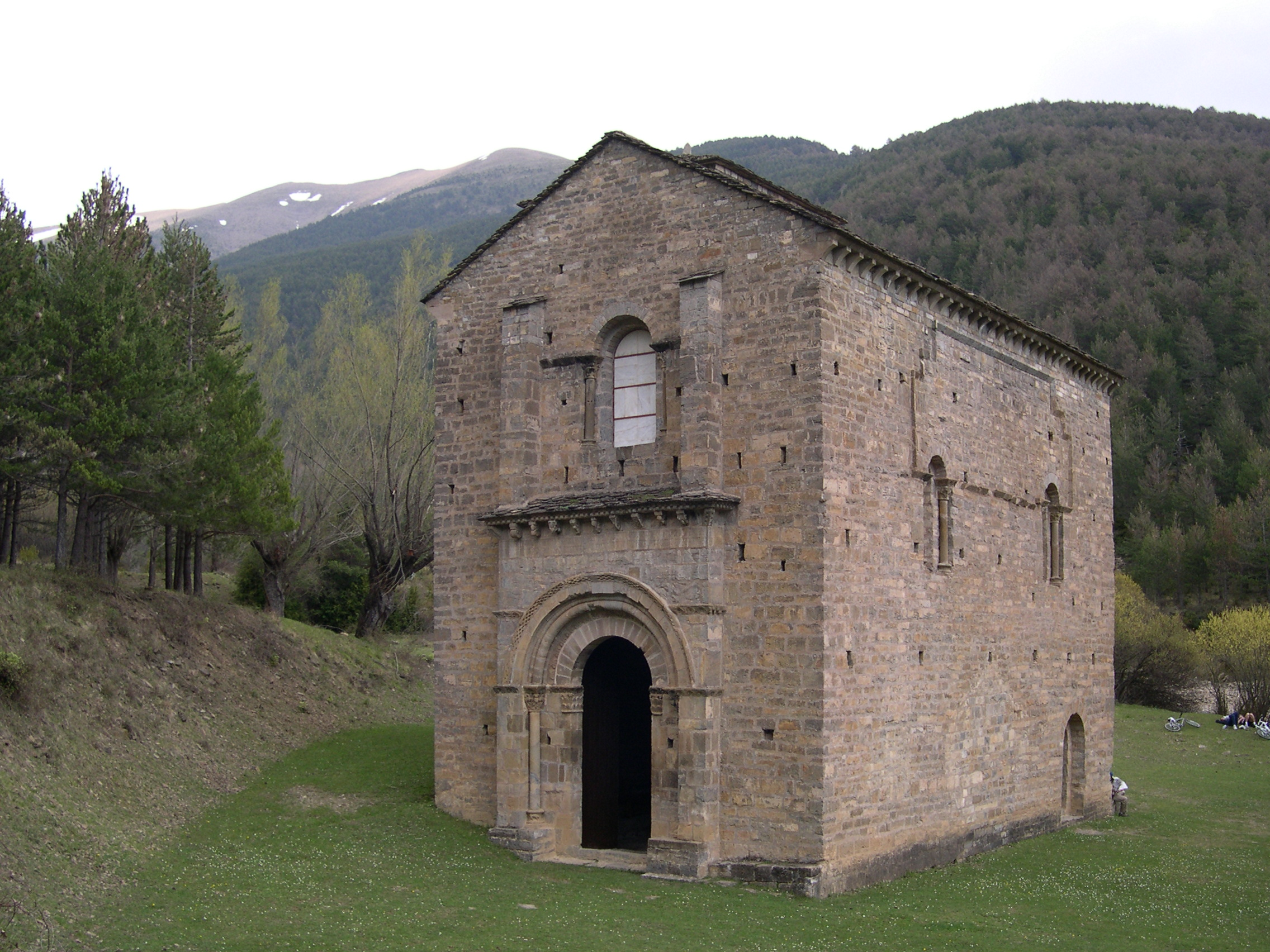
Nhà thờ Roman ở Aragon

Cụm từ Bien de Interés Cultural có nghĩa nôm na là Di sản văn hóa được quan tâm.